# محمدحسین عمیدی
محمدحسین عمیدی (زاده ۱۲۷۴ تهران - درگذشته ؟) فرمانده نظامی ایرانی بود، که از ۱۳۲۵ تا ۱۳۲۶ فرماندهی نیروی هوایی شاهنشاهی ایران را برعهده داشت.
وی در سال ۱۲۹۲ وارد مدرسه افسری قزاق‌خانه شد و پس از دریافت درجه افسری در سال ۱۲۹۷ فعالیت رسمی در ارتش شاهنشاهی ایران را آغاز نمود. وی در فاصله سالهای ۱۳۱۶ تا ۱۳۲۰ فرمانده لشکر شیراز بود و از ۱۳۲۰ تا ۱۳۲۵ فرماندهی لشکر دوم مرکز را برعهده داشت. وی در سال ۱۳۲۶ از ارتش بازنشسته شد و در فاصله سالهای ۱۳۴۰ تا ۱۳۴۶ رئیس سازمان تربیت بدنی بود.

## زندگی‌نامه
محمدحسین عمیدی در سال ۱۲۷۴ در تهران زاده شد و تحصیلات ابتدایی و متوسطه را در تهران و در مدرسهٔ آلیانس انجام داد. وی پس از دریافت مدرک دیپلم متوسطه، وارد مدرسهٔ نظامی قزاق‌خانه شد و پس از دریافت درجهٔ افسری از سال ۱۲۹۷ فعالیت رسمی را در ارتش ایران آغاز کرد. عمیدی در سال ۱۳۰۰ در تشکیلات قشون متحدالشکل، درجهٔ یاوری گرفت و ۸ سال بعد، در سال ۱۳۰۸ نیز درجه سرهنگ تمامی دریافت نمود، سپس در فاصله سالهای ۱۳۰۸ تا ۱۳۱۶ ریاست ستاد لشکر دوم تهران را برعهده داشت. در سال ۱۳۱۶ در پی برکناری سرتیپ ابراهیم زندیه از فرماندهی لشکر شیراز، عمیدی با ارتقاء به درجهٔ سرتیپی، فرماندهٔ لشکر شیراز شد و به مدت ۴ سال، تا شهریور ۱۳۲۰ نیز در این جایگاه فعالیت کرد. در شهریورماه همان سال که قوای روس و انگلیس وارد ایران شدند، عده‌ای از ایلات در فارس نیز سر به شورش برداشتند، که در پی آن عمیدی برای رفع غائله، با حفظ سمت، به‌عنوان فرماندار نظامی فارس نیز منصوب شد. وی پس از فرو نشاندن غائله فارس، دوره کوتاهی فرمانده لشکر کرمان بود، سپس به فرماندهی لشکر دوم مرکز منصوب شد. از دیگر مشاغل او، فرمانداری نظامی تهران؛ در سال ۱۳۲۱ و ریاست اداره کل هواپیمایی ارتش؛ از ۱۳۲۵ تا ۱۳۲۶ می‌باشد. عمیدی در فروردین ماه ۱۳۲۶ پس از ۱۰ سال توقف در درجهٔ سرتیپی، درجهٔ سرلشکری دریافت کرد و در همین سال نیز از ارتش بازنشسته شد.